# Трактор (хокейний клуб, Харків)
«Трактор» — харківський спортивний клуб з хокею з м'ячем. Заснований у 1926 році при заводі «Серп і Молот». З 1934 до 1936 роки — «Серп і Молот», з 1936 до 1941 — «Сільмаш», з 1945 до 1953 — «Трактор». У різні роки виступав від ДСТ «Сільмаш» (1936—1941) та «Трактор» (1945—1953).

## Історія
У тридцяті роки була однією з провідних команд міста та республіки з хокею з м'ячем. Тричі вигравала чемпіонат УРСР, у 1937, 1939 та 1940 роках. Також у 1940 стала володарем кубку УРСР.
У всесоюзних турнірах команда дебютувала в розиграші Чемпіонату ВЦРПС 1936 року, де вона посіла останнє, четверте, місце у своїй підгрупі. У 1938-41 роках брала участь у розіграші кубку СРСР. В останньому з передвоєних розіграшів дійшла до 1/4 фіналу. Під час Німецько-радянської війни клуб не існував.
У повоєнні роки команда була відновлена, у 1945—46 роки була основою для збірної міста. «Трактор» брав участь у розіграші кубку СРСР у 1947 та 1952 роках. Коли Чемпіонат СРСР з хокею з м'ячем був відновлений у 1950 році, «Трактор» було включено до першої групи. Де він і провів два сезони, двічі посівши восьме місце. За результатами чемпіонату 1951 року, вибув до другої групи. У першому своєму сезоні, у цій групі, команда посіла п'яте місце. Хоча «Трактор» посів останнє, восьме, місце у сезоні 1953 року, він був заявлений на наступний сезон, вже під назвою «Торпедо». Однак, пізніше відмовився від участі, через рішення заводу «Серп і Молот» про закриття секції з хокею з м'ячем.
Провідні гравці: Андрій Бешкарьов, Володимир Безпалий, Іван Голубов, Павло Грабарєв, Федір Лук'яненко, Микола Педоренко, Микола Стешенко та Георгій Топорков, всі вони також були гравцями у футбол. У довоєнний час, тренером команди був Іван Натаров.
Також існувала жіноча команда, яка у 1939 році брала участь у Кубку СРСР.

## Досягнення
- Чемпіонат УРСР
  -  Чемпіон(3) : 1937, 1939, 1940.

- Кубок УРСР
  -   Володар Кубку(1) : 1940.